# Плоскина, Владимир Иванович
Влади́мир Ива́нович Плоски́на (укр. Володимир Іванович Плоскіна; 25 мая 1954, с. Чинадиево, Мукачевский район, Закарпатская область, Украинская ССР, СССР — 10 мая 2010, Мюнхен, Германия) — советский и украинский футболист, защитник, тренер. Один из лучших футболистов Одессы XX века, 4-е место, рекордсмен одесского «Черноморца» по количеству проведенных в высшей лиге чемпионатов СССР матчей (419) и забитых мячей (51).

## Биография
Начинал играть в футбол селе Чинадиево Закарпатской области. Первый тренер — Иван Михайлович Шепа.
С 1969 года играл за Карпаты (Мукачево), которые тогда выступали в классе «Б». Затем провёл некоторое время в команде Говерла (Ужгород).
Юного футболиста заметили селекционеры Динамо (Киев) и пригласили в команду. В 1971—1974 играл в дубле киевлян, так ни разу не выйдя в основном составе.
В 1974 вернулся в Ужгород, откуда в 1975 перешёл в одесский «Черноморец». Осенью 1975 дебютировал в Кубке УЕФА против римского «Лацио».
В новой команде начинал с позиции крайнего хавбека, кроме того, был опорным полузащитником, а также защитником — фланговым и центральным.
В сезоне 1985/86 также играл за одесский «Черноморец» в Кубке УЕФА против бременского «Вердера» и мадридского «Реала».
В составе одесситов — победитель первенства СССР среди команд первой лиги 1987 года.
С 1989 до 1998 года занимал должность начальника команды в «Черноморце». С 2000 года работал тренером-селекционером ФК «Шахтёр» (Донецк).
Умер 10 мая 2010 года в одном из медицинских центров Германии после тяжёлой болезни. Похоронен на Таировском кладбище Одессы.

## Достижения
- В списках лучших футболистов УССР[укр.] (4): 1983 — № 2, 1984 — № 1, 1985 — № 3, 1988 — № 3.
- Специальный приз «Верность клубу» (1988)[2].

## Рекордная серия забитых пенальти
Четыре года и четыре месяца владел рекордом чемпионата СССР по количеству реализованных подряд пенальти (23). 11 октября 1988 года Игорь Пономарёв («Нефтчи» Баку) улучшил его, реализовав 24-й одиннадцатиметровый подряд.
| №   | Дата       | Минута матча | Счёт до пенальти | Итоговый счёт | Арбитр, назначивший пенальти      | Кому забил             | Кому забил         |
| №   | Дата       | Минута матча | Счёт до пенальти | Итоговый счёт | Арбитр, назначивший пенальти      | Команда                | Вратарь            |
| --- | ---------- | ------------ | ---------------- | ------------- | --------------------------------- | ---------------------- | ------------------ |
| 1.  | 23.05.1978 | 76           | 1:0              | 2:0           | Мирослав Ступар (Ивано-Франковск) | «Днепр» Днепропетровск | Владимир Шатохин   |
| 2.  | 07.08.1978 | 7            | 0:0              | 4:1           | Валентин Липатов (Москва)         | «Пахтакор» Ташкент     | Сергей Покатилов   |
| 3.  | 23.10.1978 | 4            | 0:0              | 2:2           | Генрих Налбандян (Ереван)         | «Торпедо» Москва       | Анатолий Зарапин   |
| 4.  | 03.11.1978 | 16           | 0:0              | 1:2           | Александр Иванов (Ленинград)      | ЦСКА Москва            | Валерий Новиков    |
| 5.  | 09.04.1979 | 34           | 0:0              | 1:2           | Валентин Липатов (Москва)         | «Зенит» Ленинград      | Александр Ткаченко |
| 6.  | 22.08.1979 | 37           | 1:0              | 3:1           | Анзор Пейкришвили (Донецк)        | «Заря» Ворошиловград   | Николай Князев     |
| 7.  | 25.11.1979 | 42           | 1:0              | 3:1           | Анатолий Мильченко (Сухуми)       | «Динамо» Москва        | Владимир Пильгуй   |
| 8.  | 26.06.1980 | 78           | 1:2              | 2:3           | Лев Акселевич (Москва)            | «Динамо» Минск         | Юрий Курбыко       |
| 9.  | 30.06.1980 | 69           | 1:1              | 2:1           | Виктор Глебов (Москва)            | «Кайрат» Алма-Ата      | Александр Убыкин   |
| 10. | 17.11.1980 | 66           | 3:1              | 4:2           | Александр Поликанов (Ленинград)   | «Торпедо» Москва       | Вячеслав Чанов     |
| 11. | 07.04.1981 | 79           | 0:0              | 1:0           | Олег Чинёнов (Москва)             | «Днепр» Днепропетровск | Сергей Краковский  |
| 12. | 05.05.1981 | 37           | 0:1              | 1:1           | Гурам Гванцеладзе (Тбилиси)       | «Торпедо» Москва       | Вячеслав Чанов     |
| 13. | 11.06.1981 | 85           | 0:4              | 1:4           | Ромуальдас Юшка (Вильнюс)         | «Спартак» Москва       | Ринат Дасаев       |
| 14. | 23.07.1981 | 71           | 0:2              | 1:2           | Владимир Кузнецов (Омск)          | «Нефтчи» Баку          | Эльхан Расулов     |
| 15. | 09.09.1981 | 83           | 1:0              | 2:0           | Ромуальдас Юшка (Вильнюс)         | «Кубань» Краснодар     | Александр Балахнин |
| 16. | 23.05.1982 | 50           | 0:1              | 1:2           | Олег Чинёнов (Москва)             | «Металлист» Харьков    | Алексей Житник     |
| 17. | 08.09.1982 | 35           | 0:0              | 2:0           | Иван Тимошенко (Ростов-на-Дону)   | «Шахтёр» Донецк        | Юрий Дегтерёв      |
| 18. | 02.10.1982 | 53           | 1:2              | 3:2           | Александр Богомазов (Фрунзе)      | «Нефтчи» Баку          | Эльхан Расулов     |
| 19. | 26.03.1983 | 57           | 0:0              | 1:1           | Александр Мушковец (Москва)       | «Нистру» Кишинёв       | Виктор Курочкин    |
| 20. | 24.06.1983 | 26           | 0:0              | 3:1           | Валерий Бутенко (Москва)          | «Динамо» Минск         | Юрий Курбыко       |
| 21. | 01.09.1983 | 29           | 0:1              | 1:1           | Малхаз Кобиашвили (Гори)          | ЦСКА Москва            | Валерий Новиков    |
| 22. | 06.11.1983 | 22           | 0:0              | 4:1           | Владимир Новиков (Москва)         | «Нистру» Кишинёв       | Николай Чеботарь   |
| 23. | 19.06.1984 | 69           | 1:0              | 2:0           | Евгений Герасименко (Баку)        | «Жальгирис» Вильнюс    | Вацловас Юркус     |

О своей рекордной серии Плоскина отзывался так:
Рекордная серия — это хладнокровие плюс упорные тренировки. Я все время отрабатывал эти удары. Набивал, как говорят, обе ноги. Ведь если правильно бить пенальти, вратарь просто физически не сможет взять мяч; другое дело, если футболист допускает какую-то ошибку. Контроль над собой и умение справиться с волнением играют, пожалуй, ключевую роль в успешном исполнении 11-метровых.

## Семья
Был женат дважды.
Первый брак с Татьяной. В 1995 развёлся и создал новую семью. В первом браке родился сын Вячеслав.
Дочь, Елена Плоскина, — украинская теннисистка, в 2011 году стала призёром юношеского чемпионата Европы (U-14) и победительницей нескольких профессиональных юношеских турниров — Akademik Cup (U-14), The Tipos Piestany Cup (U-14) и Пьештяни (Словакия).
Сын Сергей и жена Ольга.

## Память
Именем Владимира Плоскины одесская газета «Время спорта» назвала учрежденный ею «Клуб бомбардиров 50» одесского «Черноморца». Его членами могут стать футболисты, забившие за «Черноморец» 50 и более мячей в высшем дивизионе чемпионата и Кубке страны и других официальных клубных турнирах (еврокубки, кубки федерации, кубки лиги). Членами «Клуба 50» помимо самого Плоскины (52 мяча) являются Тимерлан Гусейнов и Александр Косырин.
1 сентября 2012 года на аллее футбольной славы ФК «Черноморец» (Одесса) были увековечены первые двенадцать памятных звёзд, одна из которых посвящена Владимиру Плоскине.